# Bonnier Publications
Bonnier Publications A/S er et datterselskab af den svenske medievirksomhed Bonnier. Virksomhedens hovedområde af produktion og udgivelse af magasiner i de nordiske lande.
Blandt Bonnier Publications udgivelser er Aktiv Træning, Bo Bedre, BoligPlus, Digital Foto, Gør det Selv, Illustreret Videnskab - Historie, I Form, Illustreret Videnskab, Komputer for alle, National Geographic, Penge & Privatøkonomi og Sund Nu.
De fleste blade produceres på dansk og oversættes herefter til f.eks. norsk, finsk og svensk.

## Kritik
Magasinet Tænk har kritiseret Bonnier Publications abonnementstilbud for at være på kant med markedsføringsloven. 